# Johannesburg Securities Exchange

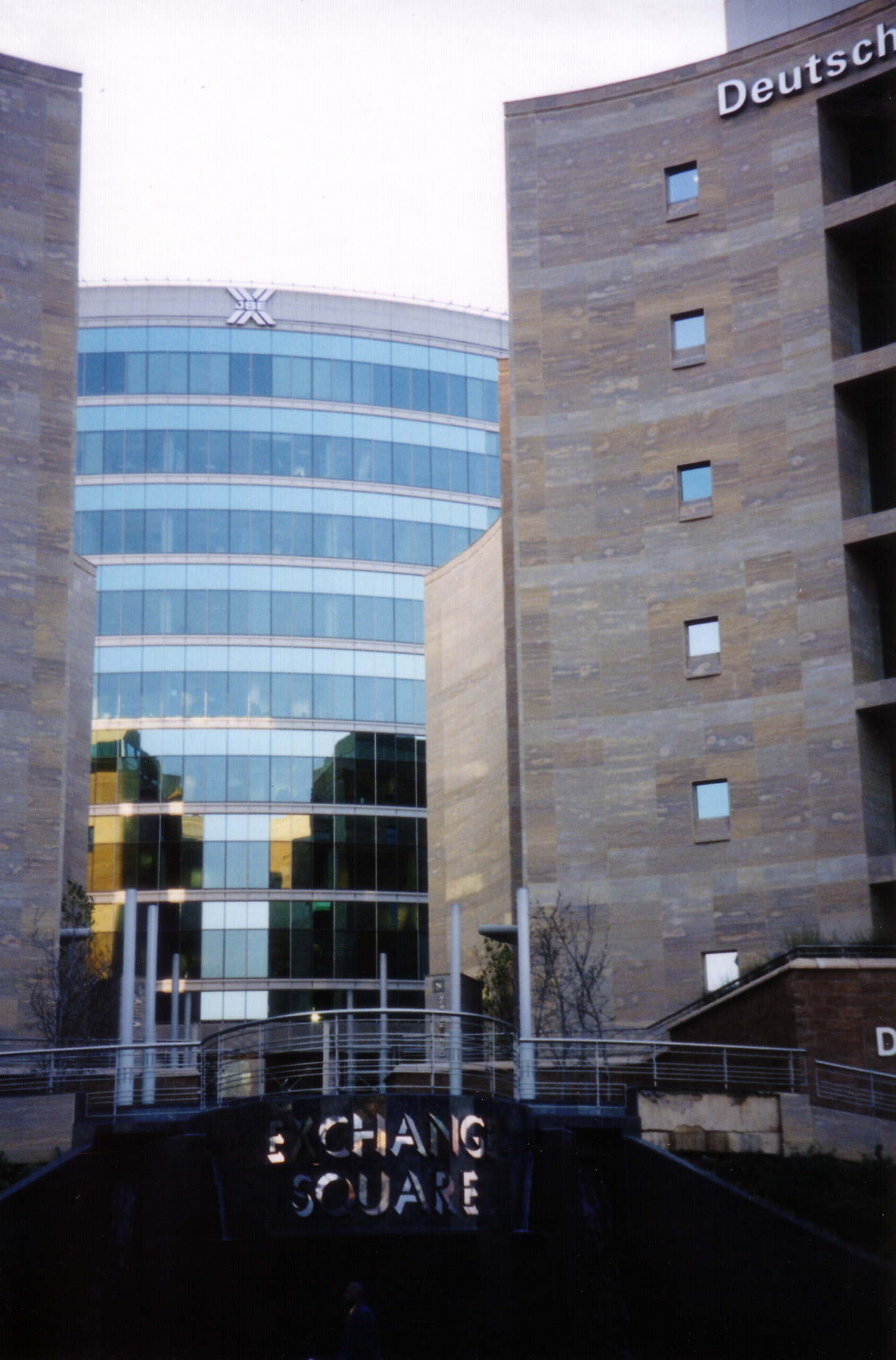
Johannesburg Securities Exchange

De Johannesburg Securities Exchange, afgekort JSE, is de grootste effectenbeurs van Afrika. De beurs is gevestigd in het Zuid-Afrikaanse Johannesburg, in de wijk Sandton op de hoek van Maude Street en Gwen Lane.

## Historie
Na de ontdekking in 1886 van goud aan de Witwatersrand werd een groot aantal ondernemingen opgericht, waardoor de behoefte aan een effectenbeurs ontstond. De Londense zakenman Benjamin Minors Woollan richtte de Johannesburg Exchange & Chambers Company op, die vanaf 8 november 1887 handelde als JSE. In 1963 werd de beurs lid van de World Federation of Exchanges.
In de jaren negentig ging het over op een elektronisch handelssysteem en in 2001 werd de South African Futures Exchange (SAFEX) overgenomen. In 2005 kreeg het beursbedrijf zelf een beursnotering. In 2009 nam het de obligatiebeurs Bond Exchange of South Africa (BESA) over. JSE biedt de mogelijkheid te handelen in een breed pallet van financiële instrumenten.

## Aandelenindex
De FTSE/JSE Top 40 Index is de belangrijkste aandelenindex. Hierin zitten de 40 grootste bedrijven gemeten naar beurswaarde. De index is gestart op 21 juni 2002 met een beginwaarde van 10300,31. Per 31 juli 2019 waren de drie grootste bedrijven in deze index: Naspers (gewicht: 24,1%), BHP (11,6%) en Compagnie Financiere Richemont (10,1%).